# Вулиця Годованця (Кам'янець-Подільський)
Ву́лиця Годо́ванця — вулиця в Кам'янці-Подільському Хмельницької області. Міститься на Новому плані, проходить повз Ботанічний сад Подільського державного аграрно-технічного університету. Колишня назва — Садова.

## Розташування
З'єднує вулиці Шевченка та Крип'якевича. Протяжність вулиці — 5 кварталів. Перетинає вулицю Лесі Українки, проспект Грушевського, на ній закінчуються вулиці Кулика, Мічурінська, Крип'якевича. Вулиця є найпівденнішою новопланівською паралеллю.

## Об'єкти
На вулиці розташувався (Годованця, 13) Кам'янець-Подільський планово-економічний технікум-інтернат для інвалідів (від 29 листопада 2016 року — Подільський спеціальний навчально-реабілітаційний соціально-економічний коледж). Тут розміщувався (Годованця, 1) міський шкірвендиспансер. 2004 року ухвалою 23-ї сесії міської ради приміщення передано Кам'янець-Подільському факультетові Національної академії Державної податкової служби України.

## Історія назви
25 вересня 1975 року Кам'янець-Подільський міський виконавчий комітет розглянув питання «Про увічнення пам'яті члена Спілки письменників СРСР, відомого українського поета-байкаря Микити Годованця». Зважаючи на заслуги Микити Годованця в розвитку української радянської байки та його активну громадську діяльність, виконком ухвалив перейменувати вулицю Садову на вулицю імені Микити Годованця.
12 квітня 2007 року Кам'янець-Подільська міська рада затвердила Перелік вулиць, провулків, проспектів, проїздів, площ і майданів міста. У Переліку за вулицею імені Микити Годованця закріплено офіційну назву «вулиця Годованця».